# Maren Jensen
Maren Kawehilani Jensen (Arcadia, 23 settembre 1956) è un'attrice e modella statunitense attiva esclusivamente negli anni '70 e '80.
Nota principalmente per aver interpretato il ruolo di Athena nel film Battaglie nella galassia e nella serie TV Galactica, ha recitato come protagonista o co-protagonista nei film Benedizione mortale e Manidù.

## Biografia e carriera

### Recitazione e attività di modella
Diplomatasi presso la Herbert Hoover High School nel 1974, Jensen riceve subito dopo una borsa di studio che le permette di frequentare la facoltà di teatro presso l'Università della California. Durante gli anni dell'università lavora come modella, apparendo anche sulle copertine di riviste importanti come Vogue, Mademoiselle, Cosmopolitan e Seventeen. Fa il suo debutto sul piccolo schermo nel 1978 nella serie TV Nel tunnel dei misteri con Nancy Drew e gli Hardy Boys, apparendo in un unico episodio della fiction. Sempre nel 1978 interpreta Athena nel film cinematografico Battaglie nella galassia e nella serie TV Galactica, apparendo in 21 episodi della citata serie. Tale ruolo le dona una forte notorietà, al punto da garantirle una copertina sulla rivista TV Guide.
Negli anni successivi appare come guest star in singoli episodi di altre serie TV come Fantasilandia e Love Boat; recita inoltre come protagonista nel film Manidù - Uno squalo ribelle, un indigeno selvaggio, un fiore di ragazza e da protagonista nel quarto film di Wes Craven Benedizione Mortale. In quest'ultimo film, in cui è affiancata dalla futura diva del cinema Sharon Stone, Jensen è protagonista di una scena successivamente riproposta da Craven nel film di culto Nightmare - Dal profondo della notte e diventata una delle più celebri dell'opera. Nonostante l'exploit avuto nel giro di pochi anni, dopo quest'ultimo ruolo Jensen interrompe definitivamente la sua carriera attoriale. La principale causa di questa scelta viene attribuita all'aver contratto la sindrome di Epstein-Barr.

### Collaborazioni con Don Henley
Dopo aver lasciato la recitazione, Jensen è tornata a far parte nel mondo dello spettacolo in maniera sporadica attraverso la musica dell'allora marito Don Henley, membro degli Eagles, che l'ha coinvolta nella sua produzione musicale da solista. Jensen è infatti accreditata come corista in alcune canzoni e alla composizione del brano A Month of Sundays, oltre ad apparire nel video di Not Enough Love In the World nel 1985. La sua attività nel mondo dello spettacolo è completamente cessata in seguito a queste collaborazioni.

## Vita privata
Dopo aver sposato Don Henley nei primi anni '80, Jensen ha divorziato da lui nel 1986.

## Filmografia

### Cinema
- Battaglie nella galassia (Battlestar Galactica), regia di Richard A. Colla (1978)
- Manidù - Uno squalo ribelle, un indigeno selvaggio, un fiore di ragazza (Beyond the Reef), regia di Frank C. Clark (1980)
- Benedizione mortale (Deadly Blessing), regia di Wes Craven (1981)

### Televisione
- Nel tunnel dei misteri con Nancy Drew e gli Hardy Boys (The Hardy Boys/Nancy Drew Mysteries) – serie TV, 1 episodio (1978)
- Galactica – serie TV, 21 episodi (1978-1979)
- Love Boat (The Love Boat) – serie TV, 2 episodi (1979)
- Fantasilandia (Fantasy Island) – serie TV, 1 episodio (1980)